# Friedrich von Brandenburg-Ansbach (1497–1536)

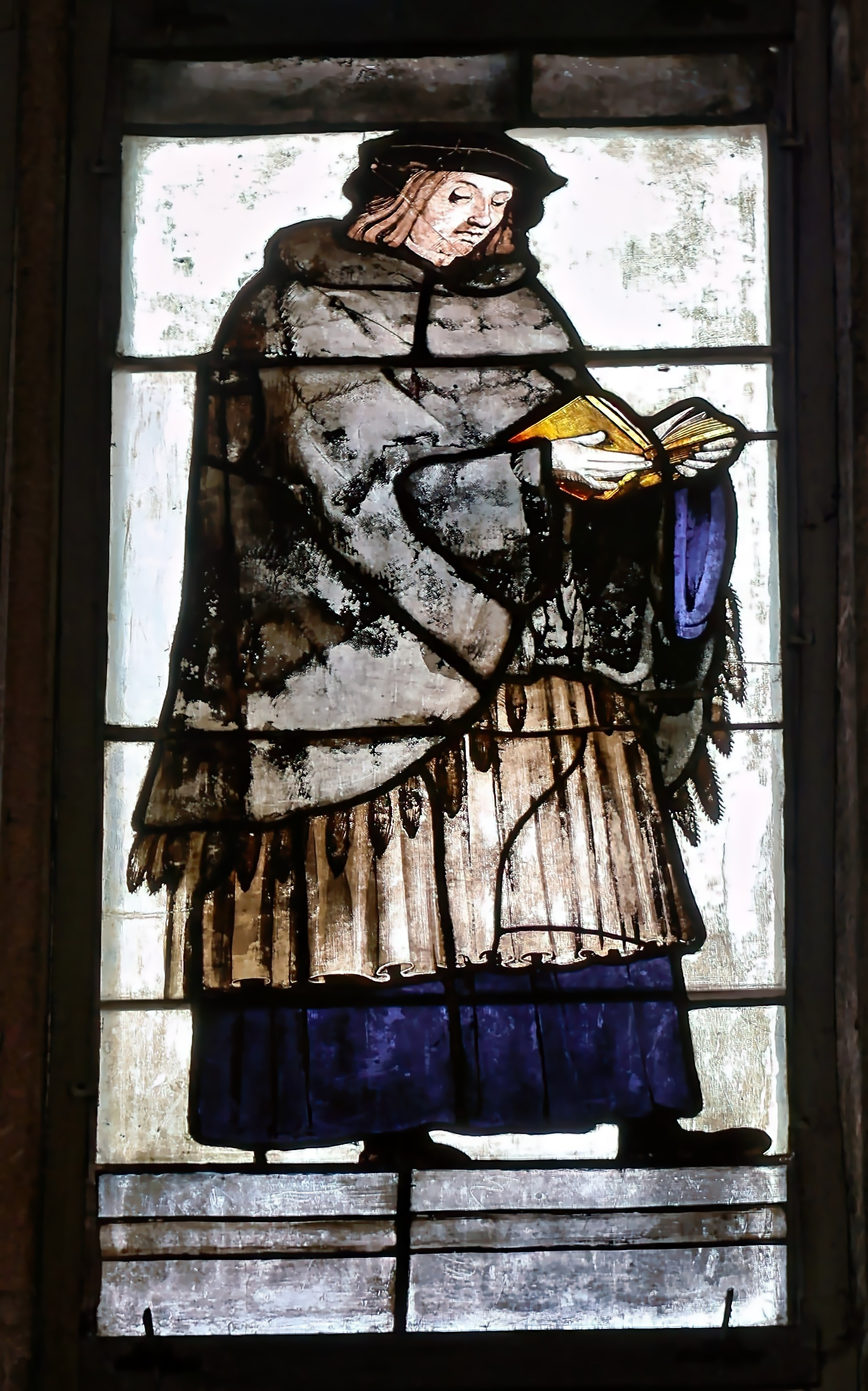
Darstellung Friedrichs im Markgrafenfenster von St. Sebald in Nürnberg, Arbeit von Hans Süß 1515

Friedrich von Brandenburg (* 17. Januar 1497 in Ansbach; † 20. August 1536 in Genua) stammte aus dem fränkischen Zweig der Hohenzollern und war Dompropst im Würzburger Dom und während des Bauernkriegs 1525 Festungskommandant der Festung Marienberg (Würzburg).

## Herkunft
Friedrich von Brandenburg war ein Sohn des Ansbacher und Kulmbacher Markgrafen Friedrich II. und der polnischen Prinzessin Sofia Jagiellonka, einer Tochter des Königs Kasimir IV. Jagiełło. Er hatte zahlreiche Geschwister. von denen viele größere Bedeutung erlangten, darunter Kasimir, Georg der Fromme und Albrecht (siehe auch Stammliste der Hohenzollern).
Friedrich studierte an der Universität Ingolstadt und übernahm dort erste Arbeiten. Er war Propst von St. Gumbertus in Ansbach und ab 1530 Chorherr von Salzburg. Er stand in Briefkontakt mit Johannes Eck. Sein Porträt in Form eines Miniaturgemäldes ist auf der Plassenburg ausgestellt.
Am Ansbacher Hof zählt er zu den Gegnern der Reformation und stellte sich damit in wichtigen Entscheidungen gegen seinen Bruder Georg. So ergriff er in Hof bei der Besetzung der Pfarrstelle mehrmals Partei gegen Kaspar Löner.

## Kommandant auf der Festung Marienberg
Im Jahr 1525, während des Bauernkriegs, wurde die Festung Marienberg erfolglos berannt. Für die Anhänger des Bischofs Konrad II. von Thüngen blieb die Festung Rückzugspunkt in einem sonst verwüsteten Bistum, bis schließlich Truppen des Schwäbischen Bundes und ein Heer des aus dem Exil zurückkehrenden Bischofs die militärisch schlecht organisierten Bauern besiegte. Die Bauern erlitten eine schwere Niederlage vor den Toren der Stadt Würzburg.
Als Kommandant befehligte Friedrich 18 Rotten, die auf verschiedene Abschnitte der Festung verteilt waren; zusätzlich behielt er eine Eingreifreserve bei sich. Die Truppen waren rechtzeitig von Sebastian von Rotenhan aus den Burgbesatzungen von Werneck, Rothenfels, Homburg und Karlburg zusammengezogen worden. Insgesamt befanden sich 400 Menschen auf der Festung; davon waren etwas über 240 Personen waffenfähig. Zu den prominenten Verteidigern gehörten Graf Wolf von Castell, der Domherr Hans von Lichtenstein, der Domherr Melchior Zobel von Giebelstadt, Hans von Grumbach, Otto Groß, Sigmund Fuchs, Hainz von Stein, Wolf von Fulbach, Matern von Vestenberg, Werner von Stetten, Sebastian Geyer, Lorenz von Hutten, Wendel von Lichtenstein, Andreas Stein von Altenstein, Georg Wemckdinger, Barthel Truchseß, Götz von Thüngen und Philipp Bernheimer. Zum Kriegsrat zählte der Hofmeister Sebastian von Rotenhan, Philipp von Herbilstadt, Eustachius und Bernhard von Thüngen, Carl Zöllner, Friedrich von Schwarzenberg, Hans von Bibra und Silvester von Schaumberg. Weitere anwesende Würzburger Geistliche waren außerdem Dechant Johann von Guttenberg, Konrad von Bibra und noch weitere Würzburger Domherren.

## Epitaph
Im Kreuzgang des Würzburger Domes befindet sich noch heute sein Epitaph.

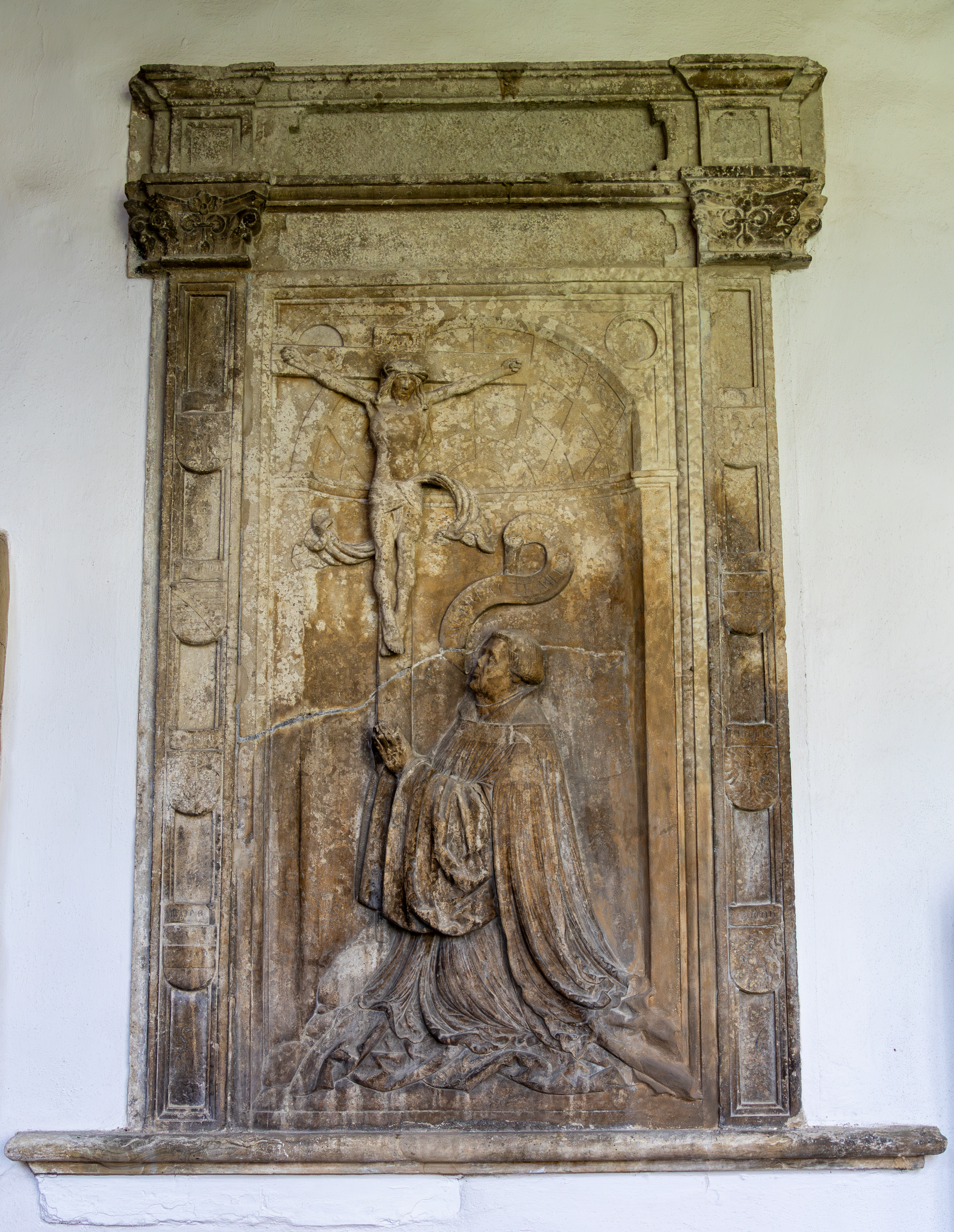
Epitaph des Dompropstes im Kreuzgang (Westseite) des Würzburger Doms.
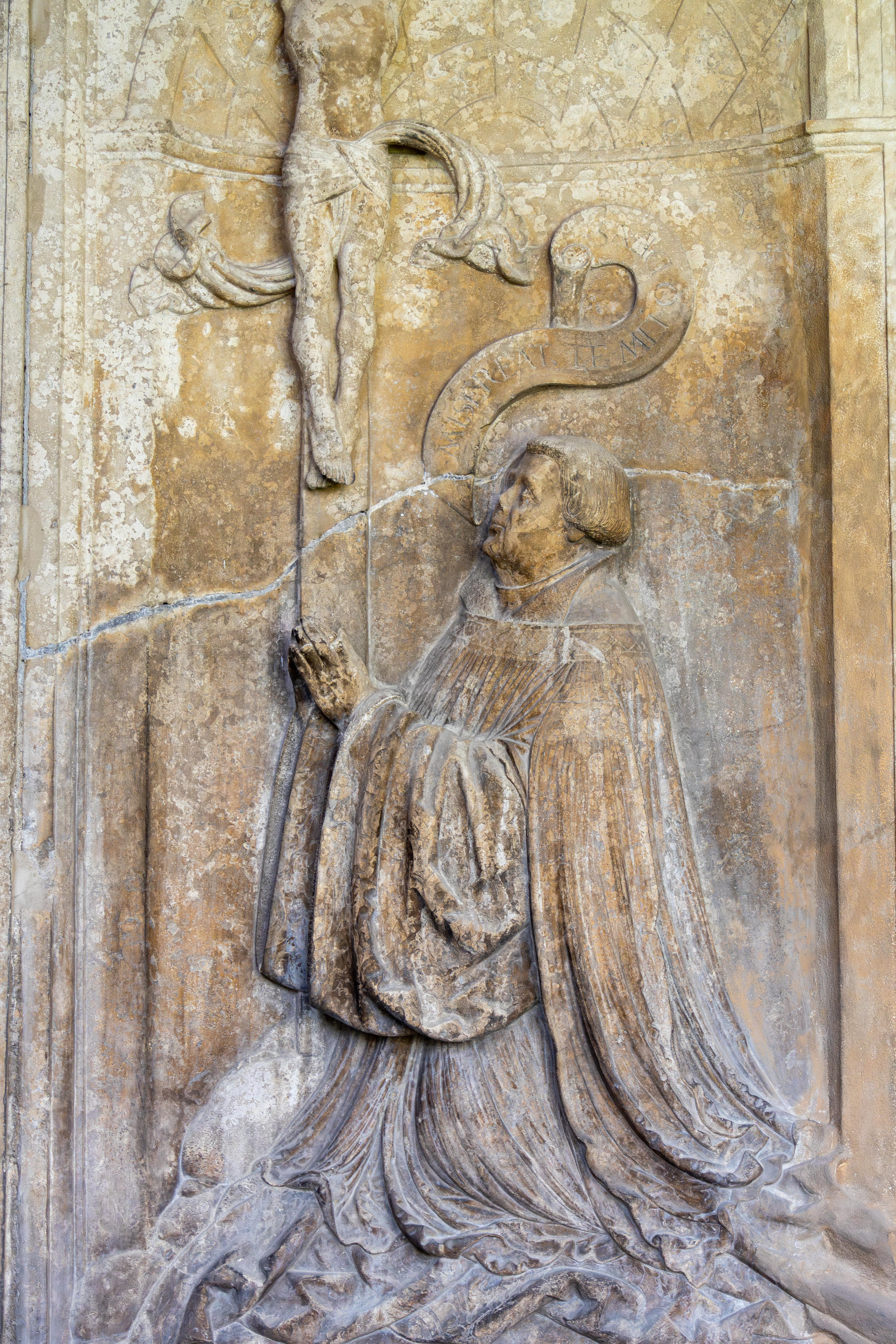
Darstellung des Dompropstes auf seinem Epitaph
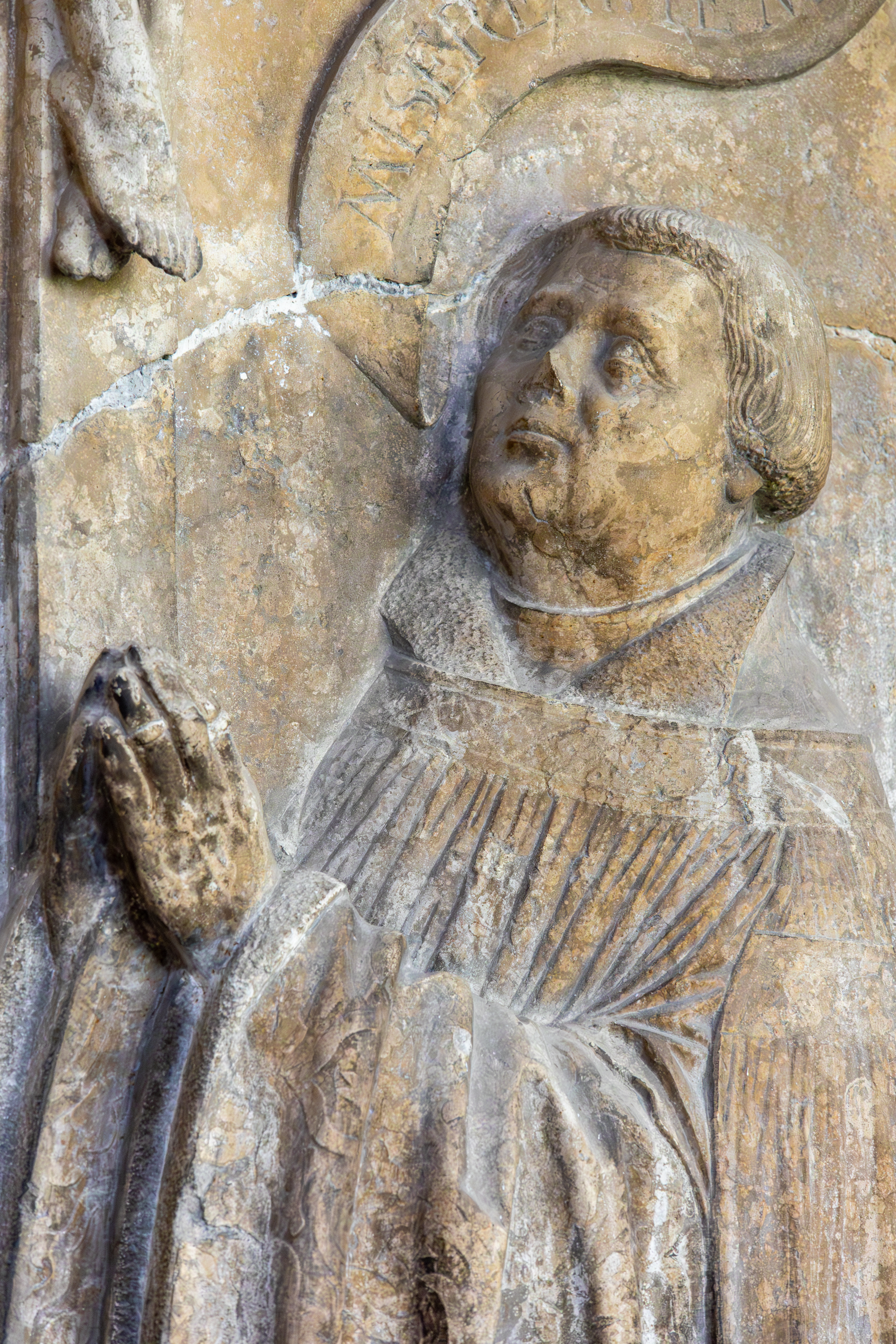
Details der Darstellung